# Jack Chen
Jack Chen (Port-of-Spain, Trinitat i Tobago, 1908 - 1995) va ser un periodista, escriptor i artista. Era fill d'Eugene Chen. El 1927 va anar a la Xina, per primer cop, per ajudar el seu pare en les seves responsabilitats en temes legals i activitats polítiques. Va viatjar diverses vegades aquest país asiàtic i l'any 1959 va decidir residir-hi definitivament. Als anys 60 va viure en una granja a Hunan. La seva opinió sobre la Revolució Cultural va ser favorable però l'any 1971, gràcies el seu passaport britànic abandonà la Xina, es traslladà a Hong Kong i es retirà a la nord-americana Universitat Cornell on va dedicar-se a criticar el consumisme. Va residir a San Francisco.
És autor de: 
- Inside the Cultural Revolution. 1976. ISBN 0859690717.
- A Year In Upper Felicity; Life In A Chinese Village During The Cultural Revolution. Macmillan, New York. 1973. ISBN 9780025246508.
- New Earth: The Story of an Early Collective Farm in East China's Chekiang Province in the 1949-1956 Period. Southern Illinois University Press; Feffer and Simons, Inc.; 1972, ISBN 0809305844,ISBN 978-0809305841.
- The Sinkiang Story. Macmillan Publishers Limited, 1977.ISBN 0025246402, ISBN 9780025246409.
- The Chinese of America .1981, ISBN 0062501402. ISBN 978-0062501400.